# Ceropegia
- Commons
- Wikispecies

Ceropegia L. é um género botânico pertencente à família Apocynaceae.

## Espécies
- Ceropegia ceratophora
- Ceropegia chrysantha
- Ceropegia dichotoma
- Ceropegia fusca
- Ceropegia sandersonii
- Ceropegia stapeliformis
- Ceropegia woodii
- Lista completa

## Classificação do gênero
| Sistema | Classificação                      | Referência               |
| ------- | ---------------------------------- | ------------------------ |
| Linné   | Classe Pentandria, ordem Monogynia | Species plantarum (1753) |